# العلاقات السلوفينية السورية
العلاقات السلوفينية السورية هي العلاقات الثنائية التي تجمع بين سلوفينيا وسوريا.

## مقارنة بين البلدين
هذه مقارنة عامة ومرجعية للدولتين:
| وجه المقارنة                                              | سلوفينيا                                                      | سوريا                    |
| --------------------------------------------------------- | ------------------------------------------------------------- | ------------------------ |
| المساحة (كم2)                                             | 20.27 ألف                                                     | 185.18 ألف               |
| عدد السكان (نسمة)                                         | 2.07 مليون                                                    | 18.27 مليون              |
| الكثافة السكانية (ن./كم²)                                 | 102.12                                                        | 98.66                    |
| العاصمة                                                   | ليوبليانا                                                     | دمشق                     |
| اللغة الرسمية                                             | اللغة السلوفينية، اللغة الإيطالية، اللغة المجرية              | اللغة العربية            |
| العملة                                                    | يورو، تولار سلوفيني                                           | ليرة سورية               |
| الناتج المحلي الإجمالي (بليون دولار)                      | 48.77 مليار                                                   | 60.20 مليار              |
| الناتج المحلي الإجمالي (تعادل القوة الشرائية) بليون دولار | 66.01 مليار                                                   |                          |
| الناتج المحلي الإجمالي الاسمي للفرد دولار أمريكي          | 20.73 ألف                                                     |                          |
| الناتج المحلي الإجمالي للفرد دولار أمريكي                 | 30.40 ألف                                                     |                          |
| مؤشر التنمية البشرية                                      | 0.880                                                         | 0.594                    |
| رمز المكالمات الدولي                                      | +386                                                          | +963                     |
| رمز الإنترنت                                              | .si                                                           | .sy                      |
| المنطقة الزمنية                                           | توقيت وسط أوروبا، ت ع م+01:00، ت ع م+02:00، أوروبا/ليوبليانا ‏ | ت ع م+02:00، ت ع م+03:00 |

## منظمات دولية مشتركة
يشترك البلدان في عضوية مجموعة من المنظمات الدولية، منها:
| علم المنظمة | اسم المنظمة                               | تاريخ انضمام سلوفينيا | تاريخ انضمام سوريا |
| ----------- | ----------------------------------------- | --------------------- | ------------------ |
|             | مؤسسة التنمية الدولية                     | 25 فبراير 1993        | 28 يونيو 1962      |
|             | يونسكو                                    | 27 مايو 1992          | 16 نوفمبر 1946     |
|             | وكالة ضمان الاستثمار متعدد الأطراف        | 19 مارس 1993          | 14 مايو 2002       |
|             | الأمم المتحدة                             | 22 مايو 1992          | 24 أكتوبر 1945     |
|             | الاتحاد البريدي العالمي                   | ?                     | ?                  |
|             | البنك الدولي للإنشاء والتعمير             | 25 فبراير 1993        | 10 أبريل 1947      |
|             | المنظمة الهيدروغرافية الدولية             | ?                     | ?                  |
|             | الاتحاد الدولي للاتصالات                  | 16 يونيو 1992         | 12 يناير 1924      |
|             | منظمة حظر الأسلحة الكيميائية              | ?                     | ?                  |
|             | مؤسسة التمويل الدولية                     | 25 فبراير 1993        | 28 يونيو 1962      |
|             | المركز الدولي لتسوية المنازعات الاستشارية | 6 أبريل 1994          | 24 فبراير 2006     |
|             | منظمة الشرطة الجنائية الدولية             | ?                     | ?                  |

## وصلات خارجية
- موقع وزارة الخارجية السلوفينية